# Uzależniony
Uzależniony – singiel polskiego wokalisty Smolastego, promujący jego album studyjny pt. Fake Love. Gościnnie w utworze udzielił się raper Otsochodzi. Wydawnictwo w formie digital download ukazało się 15 lutego 2018 roku na kanale artysty.
Za produkcję odpowiedzialny jest duet MIYO.  Kompozycja była promowana teledyskiem, za reżyserię odpowiada studio H D S C V M.
Nagranie uzyskało certyfikat czterokrotnie platynowej płyty.

## Wystąpienia
31 grudnia 2024 wystąpił z piosenką podczas Sylwestrowej Mocy Przebojów organizowanej w Toruniu i emitowanej na antenie stacji Polsat.

## Lista utworów
Opracowano na podstawie materiału źródłowego
1. „Uzależniony” (gościnnie Otsochodzi) - 3:13

## Notowania

### Listy airplay
| Autor                           | Notowanie         | Najwyższa pozycja |
| ------------------------------- | ----------------- | ----------------- |
| Związek Producentów Audio-Video | AirPlay – Top     | 30                |
| Związek Producentów Audio-Video | AirPlay – Nowości | 1                 |

### Listy przebojów
| Autor      | Notowanie     | Najwyższa pozycja |
| ---------- | ------------- | ----------------- |
| Radio Eska | Gorąca 20     | 11                |
| RMF Maxxx  | Lista Hop Bęc | 13                |